# Last Minnow Tour
Last Minnow Tour è un programma televisivo trasmesso sul canale Caccia e Pesca. La prima stagione è andata in onda nel 2011 e la seconda nel 2014, entrambe in prime time.

## Il format
Il format televisivo consiste in una serie di 10 puntate nelle quali il protagonista Valerio Morini (anche autore, regista e produttore della serie) e il suo cameraman Giorgio Cerrato, vanno in giro per l'Europa per trovare location di pesca a spinning a basso costo. Durante i viaggi raccolgono i dati relativi ai costi e tutte le informazioni turistiche di base che un viaggiatore deve sapere e li raccontano nella trasmissione. Tutti i viaggi vengono organizzati con pescatori del luogo conosciuti tramite internet oppure con amici del protagonista che condividono con lui la stessa passione. Il format si distingue per una grande autoironia e per vari episodi divertenti. Per la realizzazione della trasmissione nessun pesce è stato ucciso ma tutti sono stati rilasciati vivi.

## Prima stagione (ottobre-dicembre 2011)
1. Spagna in onda per la prima volta il 18/10/2011
2. Bulgaria in onda per la prima volta il 25/10/2011
3. Irlanda in onda per la prima volta il 1/11/2011
4. Tenerife in onda per la prima volta l'8/11/2011
5. Svezia in onda per la prima volta il 15/11/2011
6. Estonia in onda per la prima volta il 22/11/2011
7. Croazia in onda per la prima volta il 29/11/2011
8. Cipro in onda per la prima volta il 6/12/2011
9. Finlandia in onda per la prima volta il 13/12/2011
10. Paesi Bassi in onda per la prima volta il 20/12/2011

## Seconda stagione (gennaio-aprile 2014)
1. Marocco - prima parte in onda per la prima volta il 22/01/2014
2. Marocco - seconda parte in onda per la prima volta il 29/01/2014
3. Marocco - terza parte in onda per la prima volta il 5/02/2014
4. Slovenia in onda per la prima volta l'12/02/2014
5. Lituania - prima parte in onda per la prima volta il 19/02/2014
6. Lituania - seconda parte in onda per la prima volta il 26/02/2014
7. Lettonia - prima parte in onda per la prima volta il 5/03/2014
8. Lettonia - seconda parte in onda per la prima volta il 12/03/2014
9. Cornovaglia - prima parte in onda per la prima volta il 19/03/2014
10. Cornovaglia - seconda parte in onda per la prima volta il 26/03/2014
11. Minorca - prima parte in onda per la prima volta il 2/04/2014
12. Minorca - seconda parte in onda per la prima volta il 9/04/2014